# غريغوريو باز
غريغوريو باز (بالإسبانية: Gregorio Paz)‏ هو عسكري أرجنتيني، ولد في 1797 في سان ميغيل دي توكومان في الأرجنتين، وتوفي في 7 سبتمبر 1869 في بوينس آيرس في الأرجنتين.